# 竜巻竜次
竜巻 竜次（たつまき りゅうじ、1955年〈昭和30年〉6月23日 - ）は、日本の漫画家、漫画講師。兵庫県神戸市出身。女性。

## 来歴
1978年、『不惑（）』が『マンガ少年』（朝日ソノラマ）の第1回新人賞佳作を受賞し、同年6月号に掲載されデビューした。なお、デビュー前は1年以上、『花とゆめ』（白泉社）・『りぼん』（集英社）・『別冊少女コミック』（小学館）など出版社に持ち込みや投稿を繰り返し「少女漫画家」を目指していた時期もあったが、女性キャラを描くのが下手だと友人からも指摘され、編集者から「あなたは少女マンガに向いてない。」と何回も返答された経験を専門誌『ぱふ』のインタビューで語っている。
軽妙でシュールなギャグ漫画を得意とする。1980年代に新井素子により絶賛された。

## 主要単行本リスト
- ザ・タックスマン（東京三世社、1982年 ※初単行本[注 2]）
- 想像銀行（東京三世社、1984年）
- 福の神襲来!!（東京三世社、1985年）
- 亀井君の入門シリーズ（東京三世社、1986年）
- ザ・サラリーマンユニオン（給与所得者同盟）（東京三世社、1987年）
- 妖怪コンサルタント（フロム出版、1992年）
- TAKE IT EASY（ビレッジプレス、1993年）
- 武士に二言があるならば～「侍えれじぃ」より （リイド社、2020年）